# Federazione calcistica della Guinea
La Federazione calcistica della Guinea (fra. Fédération Guinéenne de Football; arabo اتحاد غينيا لكرة القدم, acronimo FGF) è l'ente che governa il calcio in Guinea.
Fondata nel 1960, si affiliò alla FIFA nel 1961 e alla CAF nel 1962. Ha sede nella capitale Conakry e controlla il campionato nazionale, la coppa nazionale e la Nazionale del paese.